# Aviva UK Insurance Building

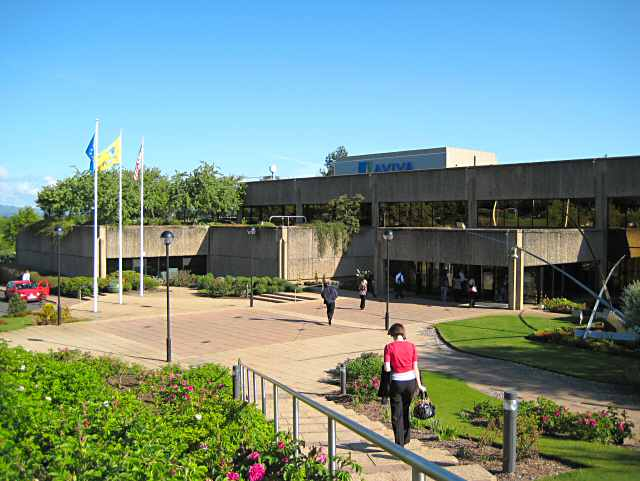
Aviva UK Insurance Building

Das Aviva UK Insurance Building ist ein Geschäftshaus in der schottischen Stadt Perth in der Council Area Perth and Kinross. 2017 wurde das Bauwerk in die schottischen Denkmallisten in der höchsten Denkmalkategorie A aufgenommen.

## Geschichte
Das Gebäude wurde ab 1979 als Hauptsitz der General Accident, Fire and Life Assurance Association erbaut. Für den Entwurf zeichnet das Architekturbüro James Parr & Partners verantwortlich, welches das Projekt in Zusammenarbeit mit Ove Arup & Partners umsetzten. Ausführender Bauunternehmer war Sir Robert McAlpine. Nach mehreren Fusionen war die Aviva aus der General Accident hervorgegangen, deren Hauptsitz das Gebäude eine Zeitlang beheimatete. 1987 gewann das Gebäude den Preis der RIBA für zwischen 1980 und 1984 in Schottland fertiggestellte Bauwerke.

## Beschreibung
Das Gebäude wurde auf der grünen Wiese am Südrand von Perth erbaut. Bei der Konzeption des spätmodernen Baus stand die Harmonie des Gebäudes mit der Landschaft bei gleichzeitiger flexibler Nutzungsmöglichkeit des Innenraums im Vordergrund. Auch auf Grund von Höhenbeschränkungen wurde das Stahlbetongebäude in den Hang gebaut und terrassiert. Sein Grundriss ist in 10 × 10 m messende Module gegliedert. Es ist eingebettet in eine Anlage aus Gärten und parkähnlichen Grünflächen, die mit dem Bau angelegt wurden. Den Haupteingang zieren zwei Skulpturen von George Wyllie.